# Gentlemen foretrækker blondiner
Gentlemen foretrækker blondiner (engelsk: Gentlemen Prefer Blondes) er en amerikansk romantisk dramakomediemusical fra 1953 instrueret af Howard Hawks og produceret af 20th Century Fox. I hovedrollerne spiller Jane Russell og Marilyn Monroe. Filmen handler om to bedsteveninder og deres jagt på kærligheden. Blondinen Lorelei Lee er kun interesseret i rige mænd, mens brunetten Dorothy Shaw ikke kan fordrage mænd som praler af sine penge. Filmen er baseret på en Broadway-musical fra 1949, men historien dukkede første gang op i romanen Gentlemen Prefer Blondes: The Illuminating Diary of a Professional Lady i 1925 skrevet af Anita Loos. Kostumerne er designet af Travilla.
Filmen blev en stor succes og indtjente mere end det dobbelte af produktionsprisen.

## Handling
Dorothy Shaw og Lorelei Lee er to meget forskellige bedsteveninder som arbejder som showgirls. Dorothy har benene godt plantet på jorden og hader mænd som praler af sine penge, mens Lorelei elsker diamanter og mener penge er basis for et godt forhold. Lorelei er forlovet med rigmandssønnen Gus Esmond, men er endnu ikke blevet godtaget af hans far. Lorelei og Gus har planer om at gifte sig i Paris og hun rejser sammen med Dorothy på et krydstogtsskib. Rejsen, udgifter og hotel i Paris bliver behandlet af Gus. Det de ikke ved er at hans far har lejet privatdetektiven Ernie Malone for at opgrave en skandale om Lorelei, så at brylluppet kan forhindres. Ernie indleder hurtigt et forhold til Dorothy, mens Lorelei bliver præsenteret for Sir Francis "Piggy" Beekman som ejer en diamantmine i Sydafrika. Hun bliver helt forelsket i Lady Beekmans diamanttiara. En dag opdager Dorothy at Ernie tager billeder ind gennem hendes kahytvindue. Hun løber ind og finder Lorelei og "Piggy" sammen der inde. Lorelei forklarer at "Piggy" havde vist hende hvordan en pytonslange spiser en ged, og at hun var geden og han var slangen. Dorothy og Lorelei prøver at få stjålet filmen tilbage fra Ernie, og "Piggy" er så taknemmelig at han giver Lorelei hans kones diamanttiara. Det de ikke ved er at Ernie også har plantet aflytningsudstyr i deres kahyt. Da han bliver konfronteret af Dorothy, forsikrer han hende om at hans følelser er ægte, men hun er alligevel dybt såret.
Vel fremme i Paris opbruger Dorothy og Lorelei alle sine penge på en vild indkøbstur. Da de skal tjekke ind på hotellet får de imidlertid besked om at Gus har afbestilt deres rum efter at have modtaget rapporten fra privatdetektiven Ernie. Som om ikke det var ilde nok bliver Lorelei anklaget for at have stjålet Lady Beekmans diamanttiara. De to kvinder får sig et job som showgirls på en natklub i Paris. En stund senere bliver de opsøgt af Gus som ønsker at gøre det godt igen med Lorelei. Ikke længe efter kommer politiet for at arrestere Lorelei for tyveriet som hun er blevet anklaget for. Da opdager hun at hun er blevet frastjålet diamanttiaraen. Lorelei bestemmer sig for at be Gus om hjælp, men har brug for tid til at overtale ham, så Dorothy klæder sig ud og tager med politiet til retssalen. I mellemtiden opdager Ernie at det er "Piggy" som har stjålet diamanttiaraen fra Lorelei, og tvinger ham med sig til retssalen. Sagen mod Lorelei bliver dermed afsluttet. Dorothy indser at Ernie egentlig ikke er så ilde. På natklubben møder Lorelei endelig faren til Gus og overbeviser ham om at det ikke bare er pengene hun er ude efter. Det ender med et dobbeltbryllup; Dorothy gifter sig med Ernie og Lorelei gifter sig med Gus.

## Sange
- "Two Little Girls from Little Rock" fremført af Jane Russell og Marilyn Monroe.
- "Bye, Bye, Baby" fremført af Jane Russell og Marilyn Monroe.
- "Ain't There Anyone Here for Love?" fremført af Jane Russell.
- "When Love Goes Wrong, Nothing Goes Right" fremført af Jane Russell og Marilyn Monroe.
- "Diamonds Are a Girl's Best Friend" fremført af Marilyn Monroe, senere af Jane Russell.

## Baggrund og produktion
I 1925 skrev Anita Loos romanen Gentlemen Prefer Blondes: The Illuminating Diary of a Professional Lady. Den blev opsat på teater i 1926 og filmatiseret i 1928 med Ruth Taylor som Lorelei Lee og Alice White som Dorothy Shaw. Denne stumfilm antages nu at være gået tabt. Den 8. december 1949 blev historien opsat på Ziegfeld Theater, og gik over hele 740 forestillinger med Carol Channing i rollen som Lorelei Lee. Da 20th Century Fox bestemte sig for at lave en nyindspilning af filmen, baseret på Broadway-musicalen, havde de oprindelig tænkt sig Betty Grable i hovedrollen. De ombestemte sig imidlertid da de så succesen med den meget billigere Marilyn Monroe havde med filmen Niagara.
Monroe og Jane Russell blev venner under indspilningen af filmen. Ifølge Russell plejede Monroe at øve på dansenummerene hver aften efter at de fleste andre var gået hjem. Men hun kom stadig for sent på sættet da filmningen skulle begynde. Da Russell opdagede at Monroe begyndte at blive tilbage i garderoben på grund af sin sceneskræk, samtidig som instruktøren Howard Hawks blev mere og mere utålmodig, begyndte hun at følge Monroe til filmsættet.

## Rolleindehavere
| Skuespiller    | Rolle                       |
| -------------- | --------------------------- |
| Jane Russell   | Dorothy Shaw                |
| Marilyn Monroe | Lorelei Lee                 |
| Charles Coburn | Sir Francis "Piggy" Beekman |
| Elliott Reid   | Ernie Malone                |
| Tommy Noonan   | Gus Esmond                  |
| George Winslow | Henry Spofford III          |
| Taylor Holmes  | Hr. Esmond Sr.              |
| Norma Varden   | Lady Beekman                |

## Modtagelse
I forbindelse med filmens premiere i Los Angeles blev Marilyn Monroe og Jane Russells hånd- og fodaftryk placeret i cementen udenfor Grauman's Chinese Theatre. Filmen blev en stor succes og indtjente mere end det dobbelte af produktionsprisen.
Sangnummeret "Diamonds Are a Girl's Best Friend" som Monroe fremførte i filmen blev umiddelbart forbundet med hende, og er blevet efterlignet af kendte personer som Madonna, Kylie Minogue, og Anna Nicole Smith.
Anita Loos havde i 1927 skrevet opfølgerromanen But Gentlemen Marry Brunettes: The Illuminating Diary Of A Professional Lady, som handlede om Dorothy Shaw og Lorelei Lees videre liv. I 1955 blev også denne filmatiseret med Jane Russell og Jeanne Crain i hovedrollerne. Historien blev ændret til at følge de to søstre Bonnie og Connie Jones, men denne film blev ingen stor succes.

## Prisnominationer

### Writers Guild of America
- 1954: Bedste manuskript til amerikansk musical, Charles Lederer.